# Sci di fondo ai II Giochi olimpici invernali - 18 km maschile
La competizione sulla distanza di 18 km di sci di fondo si disputò il 17 febbraio a partire dalle 9:00 e presero il via 49 atleti. La pista, ghiacciata e uniforme, copriva un dislivello di 400 m si snodava sulle colline intorno a Sankt Moritz.

## Risultati
| Pos.    | Atleta                 | Nazione        | Tempo    |
| ------- | ---------------------- | -------------- | -------- |
| Oro     | Johan Grøttumsbråten   | Norvegia       | 1h37'01" |
| Argento | Ole Hegge              | Norvegia       | 1h39'01" |
| Bronzo  | Reidar Ødegaard        | Norvegia       | 1h40'11" |
| 4       | Veli Saarinen          | Finlandia      | 1h40'57" |
| 5       | Hagbart Haakonsen      | Norvegia       | 1h41'29" |
| 6       | Per-Erik Hedlund       | Svezia         | 1h41'51" |
| 7       | Lars-Theodor Jonsson   | Svezia         | 1h41'59" |
| 7       | Martti Lappalainen     | Finlandia      | 1h41'59" |
| 9       | Sven Utterström        | Svezia         | 1h42'04" |
| 10      | Ville Mattila          | Finlandia      | 1h44'37" |
| 11      | Franz Donth            | Cecoslovacchia | 1h47'14" |
| 12      | Vladimír Novák         | Cecoslovacchia | 1h47'53" |
| 13      | Einar Mässeli          | Finlandia      | 1h47'55" |
| 14      | Ludwig Böck            | Germania       | 1h48'56" |
| 15      | Walter Bussmann        | Svizzera       | 1h49'46" |
| 16      | Otakar Německý         | Cecoslovacchia | 1h50'20" |
| 17      | Harald Paumgarten      | Austria        | 1h51'43" |
| 18      | Józef Bujak            | Polonia        | 1h54'38" |
| 19      | Otto Wahl              | Germania       | 1h55'00" |
| 20      | Hans Bauer             | Germania       | 1h57'03" |
| 21      | Otto Furrer            | Svizzera       | 1h57'05" |
| 22      | Matteo Demetz          | Italia         | 1h57'08" |
| 23      | Zdzisław Motyka        | Polonia        | 1h58'10" |
| 24      | Florian Zogg           | Svizzera       | 1h58'52" |
| 25      | Andrzej Krzeptowski II | Polonia        | 1h59'02" |
| 26      | Joško Janša            | Jugoslavia     | 2h01'14" |
| 27      | Takeo Yazawa           | Giappone       | 2h02'29" |
| 28      | François Vallier       | Francia        | 2h03'27" |
| 29      | Wilhelm Braun          | Germania       | 2h03'52" |
| 30      | Paul Simond            | Francia        | 2h03'54" |
| 31      | Sakuta Takefushi       | Giappone       | 2h04'20" |
| 32      | Minoru Nagata          | Giappone       | 2h04'23" |
| 33      | Maurice Mandrillon     | Francia        | 2h04'39" |
| 34      | Giovanni Testa         | Italia         | 2h08'49" |
| 35      | Vitale Venzi           | Italia         | 2h09'28" |
| 36      | Martial Payot          | Francia        | 2h09'42" |
| 37      | Akira Takahashi        | Giappone       | 2h10'57" |
| 38      | William Thompson       | Canada         | 2h12'24" |
| 39      | Peter Klofutar         | Jugoslavia     | 2h14'08" |
| 40      | Janko Janša            | Jugoslavia     | 2h19'54" |
| 41      | Merritt Putman         | Canada         | 2h22'40" |
| 42      | Boris Režek            | Jugoslavia     | 2h28'44" |
| 43      | Anders Haugen          | Stati Uniti    | 2h30'30" |
| 44      | Charles Proctor        | Stati Uniti    | 2h35'00" |
| 45      | Rolf Monsen            | Stati Uniti    | 2h48'00" |
| -       | Volger Andersson       | Svezia         | DNF      |
| -       | Gyula Szepes           | Ungheria       | DNF      |
| -       | Ferenc Németh          | Ungheria       | DNF      |
| -       | Alphonse Julén         | Svizzera       | DNF      |